# Раушанов, Есенгали Абдижапарович
Есенгали Абдижапарович Раушанов (каз. Есенғали Әбдіжаппарұлы Раушанов; 5 октября 1957, Каракалпакская АССР, Узбекская ССР, СССР — 16 апреля 2021, Алма-Ата, Казахстан) — советский и казахский поэт, писатель, редактор. Лауреат Государственной премии Республики Казахстан в области литература и искусства (2006). Автор многих поэтических книг и публикаций.

## Биография
Родился 5 октября 1957 года в Каракалпакстане в городе Ходжели.
В 1976 году поступил на факультет журналистики Казахского государственного университета, который окончил в 1980 году. В том же году вышел первый сборник стихов «Бастау» (Начинание).
Работал в литературном альманахе «Жалын», был главным редактором журнала «Арай» («Заря»), возглавлял издательство «Жазушы», работал секретарем правления Союза писателей Казахстана.
Ушёл из жизни 16 апреля 2021 года.

## Творчество
Книга «Келін төбе» (Сопка снохи), увидевшая свет в 1984 году, определила появление нового поэта, который обогатил традиционный орнамент казахской поэзииновой манерой и узором письма. Читательская публика и литературная общественность благосклонно приняли и высоко оценили и последующие сборники стихотворений и поэм автора под названиями: «Шолпан жулдыз тутанша» (Пока взойдет звезда Венеры, 1986), «Гайша бибi» (Мавзолей Айша-биби, 1992), «Мұхаммед (с.ғ.с.) пайғамбардың хадистері» (Хадисы пророка Мухаммеда 1995), «Кара бауыр каскалдак» (Черногрудая лысуха, 1995), «Бозаңға біткен боз жусан» (Белёсая полынь Ковыльной степи, 2006).
Мотивы восточных классиков, народный фольклор, традиции степной, бардовской песни сказителей-жырау, гармонично переплетаясь с современной казахской поэтической культурой, сформировали собственный почерк и своеобразный стиль поэта. Эта особенность находит яркое отражение во многих лирических стихотворениях различной тематики и содержания и в таких произведениях, как «Сағдише сүю» (Любить Сагдише), «Абылайдың асында айтылмаған сөз» (Слово, не поднятое на пиру Аблая), а также в написанных по мотивам народных мифов и сказаний «Гайша бибі» (Мавзолей Айша-биби), «Нұқ, пайғамбардың, кемесі» (Ноев Ковчег) и др.
Ряд произведений переведен на русский, литовский, украинский, болгарский, чешский, узбекский, кыргызский языки.
Отдельной книгой автором выпущены переводы узбекского классика Хамзы Нияза. В его переложении на казахский увидел свет средневековый исторический памятник «Темip жартылары» (Установления Темирлана). Автор романа «Нұрдан жаралған» (Рожденный сиянием) и прозаического сборника «Кұстар — біздің досымыз» (Птицы—наши друзья) и др.

## Цитаты
Около четверти века он был директором издательства «Жазушы» и благодаря его упорному труду опубликованы ценные произведения казахской литературы и широко распространены среди общества. Свой оригинальный след он оставил и в казахской поэзии. Его высокодуховные стихи и поэмы получили высокую оценку со стороны читателей.Касым-Жомарт Токаев

## Награды и премии
- 1980 — Премия Ленинского комсомола Казахстана в области литературы, искусства и журналистики;
- 1991 — Международная литературная премия «Алаш» (Союза писателей Казахстана);
- 2001 — Медаль «10 лет независимости Республики Казахстан»;
- 2005 — Орден «Курмет»;[3]
- 2005 — почётное звания «Заслуженный деятель издательского и полиграфического дела Республики Казахстана» (каз. Қазақстан Республикасының Баспа және полиграфия iсiнiң еңбек сіңірген кайраткерi) — за весомый вклад в развитие издательско-полиграфической деятельности в годы независимости.;[4]
- 2006 — Государственная премия Республики Казахстан в области литературы, искусства и архитектуры за сборник стихов «Перштелер мен құстар»;[5]
- 2016 — Медаль «25 лет независимости Республики Казахстан»;
- 2017 — Орден «Парасат»;[6]
- 2018 — Межгосударственная премия СНГ «Звёзды Содружества» в области культуры и искусства.[7][8]